# Пригородний сільський округ
При́городний сільський округ (каз. Пригородное ауылдық округі, рос. Пригородный сельский округ) — адміністративна одиниця у складі Шортандинського району Акмолинської області Казахстану. Адміністративний центр — село Пригородне.
Населення — 837 осіб (2021; 1166 у 2009, 1421 у 1999, 1678 у 1989).
Станом на 1989 рік існувала Пригородна сільська рада (села Басколь, Камишенка, Пригородне). Село Басколь було ліквідоване 2009 року.

## Склад
До складу округу входять такі населені пункти:
| Населений пункт  | Населення, осіб (1989) | Населення, осіб (1999) | Населення, осіб (2009) | Населення, осіб (2021) |
| ---------------- | ---------------------- | ---------------------- | ---------------------- | ---------------------- |
| Комишенка, село  | 295                    | 250                    | 215                    | 119                    |
| Пригородне, село | 1212                   | 1056                   | 933                    | 709                    |
| --Басколь, село  | 171                    | 115                    | 18                     | 9                      |